# 三圣颂
三圣颂 (希腊语:Τρισάγιον；俄羅斯語:Трисвятое) 或圣哉上帝、三圣祈祷文 (Ἅγιος ὁ Θεός) 是正教会、东方正统教会以及东仪天主教会于事奉圣礼时所使用的一种圣咏。拉丁语词Tersanctus或者Ter sanctus或被用于指代三圣颂，但Tersanctus也可以指西方教会中的圣三颂。
实行拜占庭礼的教会中，于引导歌前唱三圣颂。它也被收录在圣三祈祷文中(圣三祷文则于例行课、晚祷、晨祷以及大部分圣礼的开端被唱诵）。三圣颂于拉丁礼教会中也受欢迎。通常用于祈祷、慈悲串经、以及其他祝文。

## 祝文形式
希腊语
Ἅγιος ὁ Θεός, Ἅγιος ἰσχυρός, Ἅγιος ἀθάνατος, ἐλέησον ἡμᾶς.
Agios o Theos, Agios ischyros, Agios athanatos, eleison imas. (拉丁字母转译)
拉丁语
Sanctus Deus, Sanctus Fortis, Sanctus Immortális, miserére nobis.
中文
聖哉上帝、聖哉大能者、聖哉永生者，憐憫我們。(東正教)
聖上帝，聖勇毅，聖常生矜憐我等。(文言)
至聖之上帝，至聖大能之上帝，至聖永生之上帝，憐憫我們。(白話)